# Generische Domain
Eine generische Domain (auch: beschreibende Domain) ist eine Domain, deren Second-Level-Domain-Bestandteil ein Gattungsbegriff (generischer Begriff) ist.
Diese Domains können jeder Art von Top-Level-Domain (TLD) vorangestellt sein.
Generische Domains unterscheiden sich somit von Domains, die beispielsweise Eigennamen oder geschützte Begriffe beinhalten (z. B. wikipedia.org oder microsoft.de) oder aus Fantasienamen bestehen (z. B. uraragkux.de oder haseciki.com).
Je nach kommerzieller Verwertbarkeit des betreffenden Begriffs sind generische Domains sehr begehrt, da sie selbsterklärend und einprägsam sind und außerdem häufig Type-ins erhalten. Aus diesem Grunde sind sie für einen Großteil des Handelsvolumens im Domainhandel verantwortlich.
Darüber hinaus können auch Top-Level-Domains – unabhängig von der voranstehenden Second-Level-Domain – generisch sein (generische Top-Level-Domains, abgekürzt auch gTLD). Beispiele dafür sind TLDs wie .aero für Unternehmen der Luftfahrtbranche, .edu für Organisationen des Bildungssystems, .jobs für Webseiten mit Stellenangeboten, .museum für Museen, .travel für die Reisebranche oder .xxx für Webseiten mit erotischen und pornographischen Inhalten.

## Nutzung als Firmenname
Vor 2009 wurde die Eintragung ins Handelsregister nicht selten verweigert, wenn der Firmenname aus einer generischen Domain bestand. Dies änderte sich jedoch, als das Amtsgericht Frankfurt am Main die Verweigerung der Eintragung von tagesgeldkonto.de zurückwies. Heute stellt dies keinen Hinderungsgrund mehr dar.
| Domain         | Unternehmen                      | Branche         |
| -------------- | -------------------------------- | --------------- |
| auto.de        | Unister GmbH                     | Handel          |
| bahn.de        | DB Vertrieb GmbH                 | Schienenverkehr |
| buch.de        | Thalia Bücher GmbH               | Handel          |
| buecher.de     | buecher.de GmbH & Co. KG         | Handel          |
| fahrrad.de     | internetstores GmbH              | Handel          |
| gastronomie.de | Rainer Willing                   | Gastgewerbe     |
| guenstiger.de  | guenstiger.de GmbH               | Preisvergleich  |
| hotel.de       | Hotel.de AG                      | Tourismus       |
| moebel.de      | moebel.de Einrichten & Wohnen AG | Handel          |
| pizza.de       | pizza.de GmbH                    | Gastronomie     |